# Brienzer Rothorn
Il Brienzer Rothorn (2.350 m s.l.m.) è una montagna delle Alpi svizzere, al confine tra i cantoni Lucerna, Obvaldo e Berna.
Costituisce il punto più elevato del Canton Lucerna.

## Caratteristiche
La montagna si può raggiungere da Brienz con la ferrovia a cremagliera Brienz-Rothorn oppure da Sörenberg con una funivia aerea fino quasi alla vetta. In inverno è meta di sport invernali, mentre in estate si possono effettuare lunghe passeggiate. Alla stazione di montagna della funivia si trova un ristorante.

## Galleria d'immagini

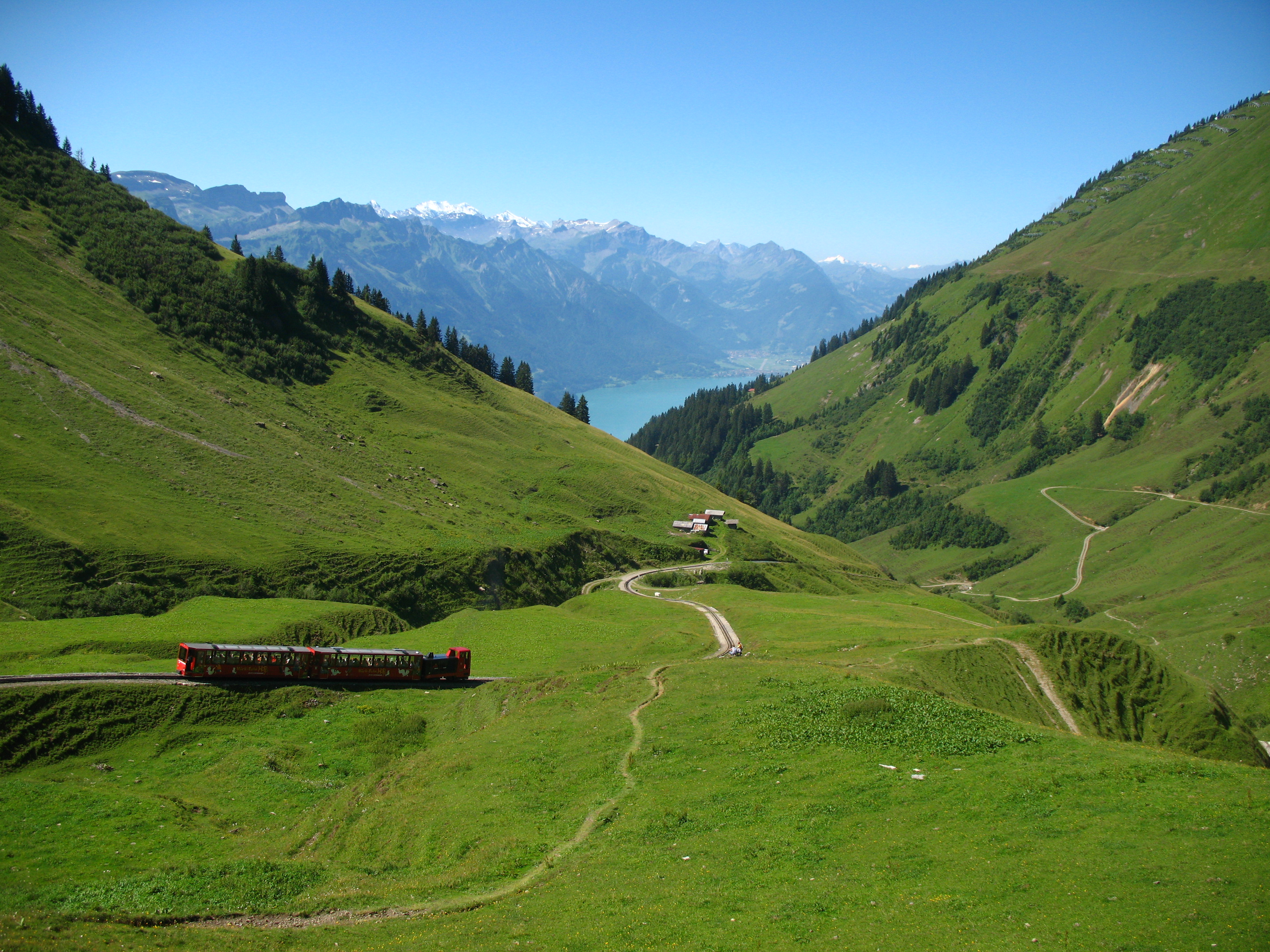
Treno da Brienz
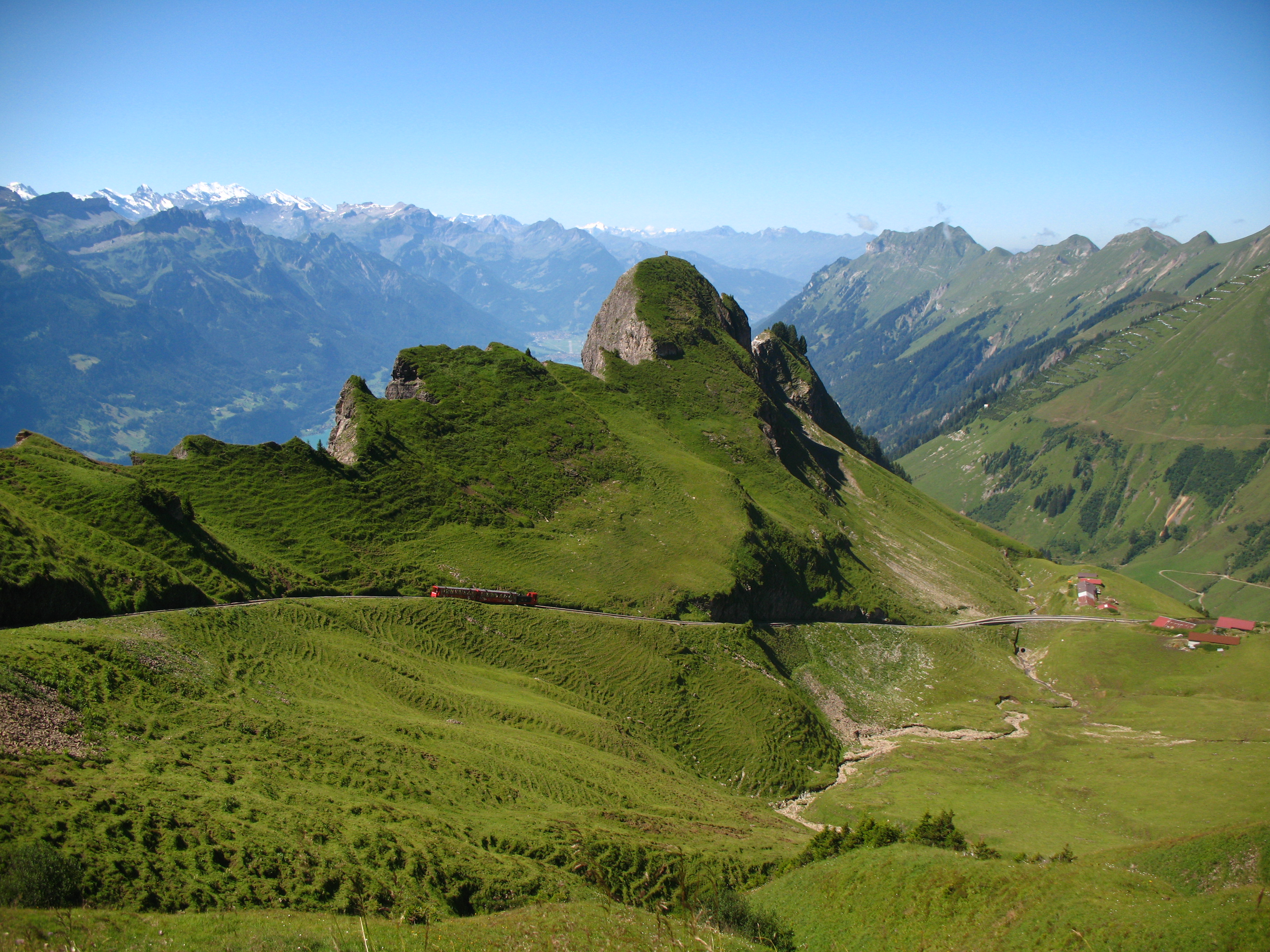
Sommità
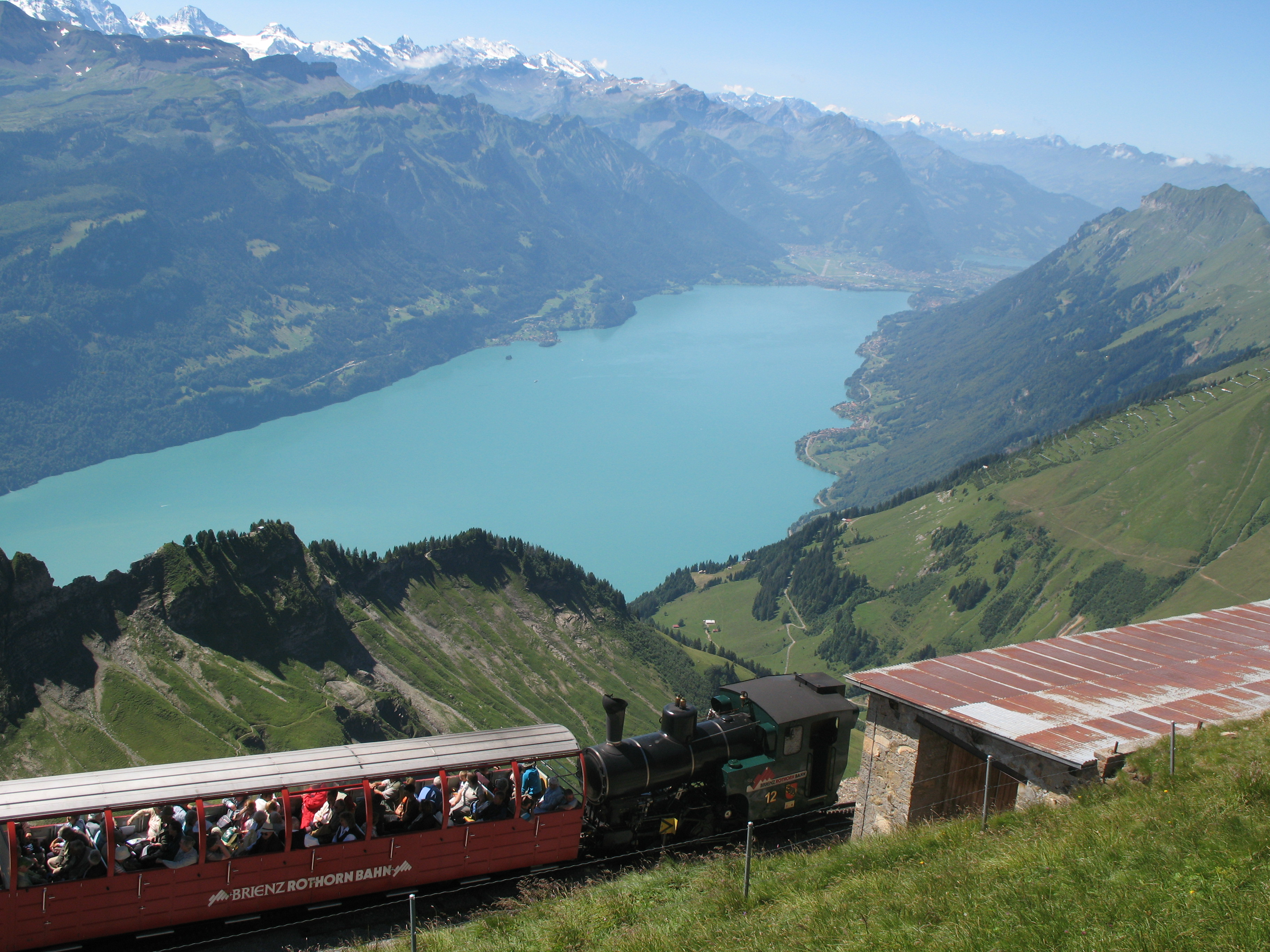
Vista del lago di Brienz
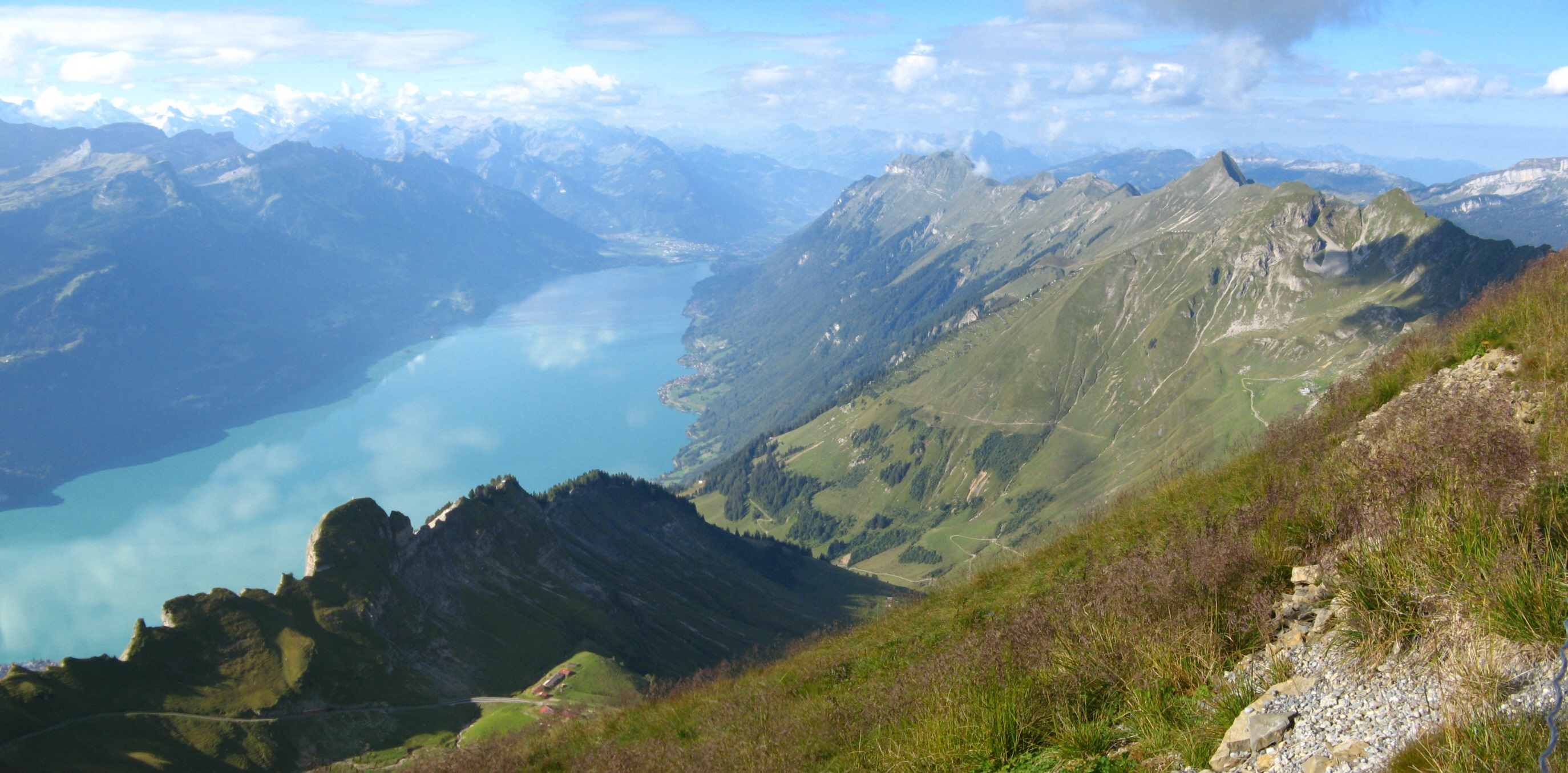
Vista del lago di Brienz
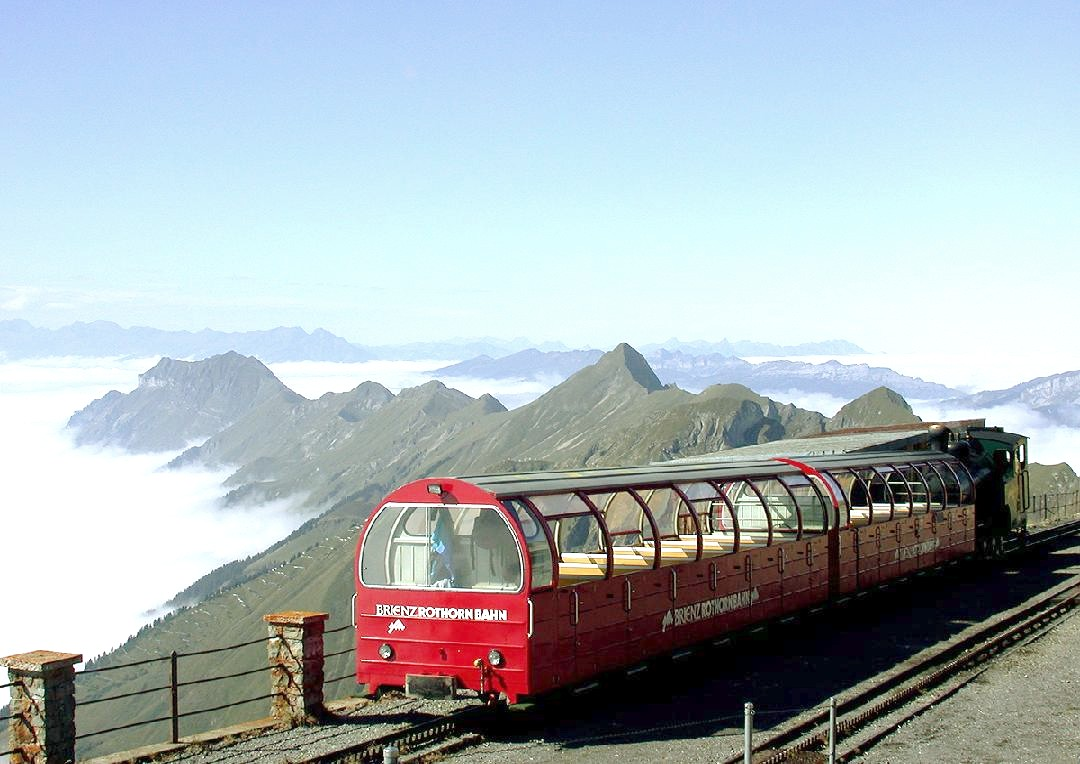
La stazione